# Innocenti Mini (Bertone)
De Innocenti Mini was een Italiaanse auto uit de miniklasse die vanaf 1975 werd geproduceerd door de Milanese autofabrikant Innocenti. De auto was technisch gebaseerd op de Mini van British Leyland maar had een andere, door Bertone ontworpen carrosserie waardoor hij er veel moderner uitzag.
Het model was uitgerust met 0,9 of 1,2 liter viercilinder motoren en werd aanvankelijk onder de benamingen Mini 90 of Mini 120 verkocht. Later werden andere motoren en modelnamen toegevoegd, en verviel de toevoeging Mini. Vanaf 1982 nam de auto afstand van zijn Britse roots. Hij kreeg Japanse aandrijftechniek en werd verschillende keren herzien. Vanaf dat moment werd ook de naam "Mini" niet langer gebruikt. De auto's werden vervolgens genoemd naar de grootte van hun cilinderinhoud.
Nadat FIAT in 1991 het meerderheidsbelang in Innocenti had verworven, liep de productie terug. In 1993 werd de laatste Innocenti Mini geproduceerd.

## Geschiedenis

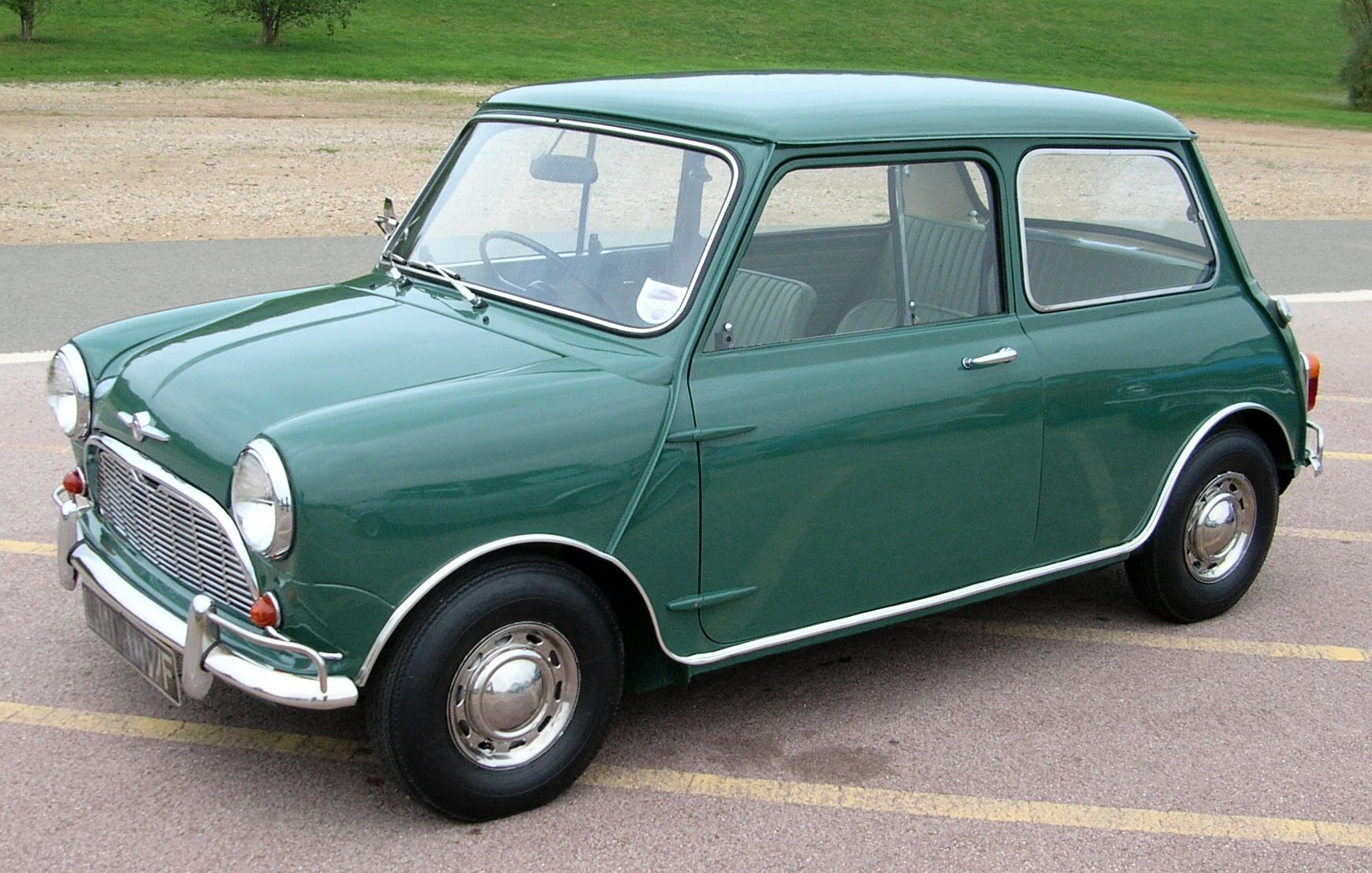
Technische basis van de Innocenti Mini: de Mini van British Leyland

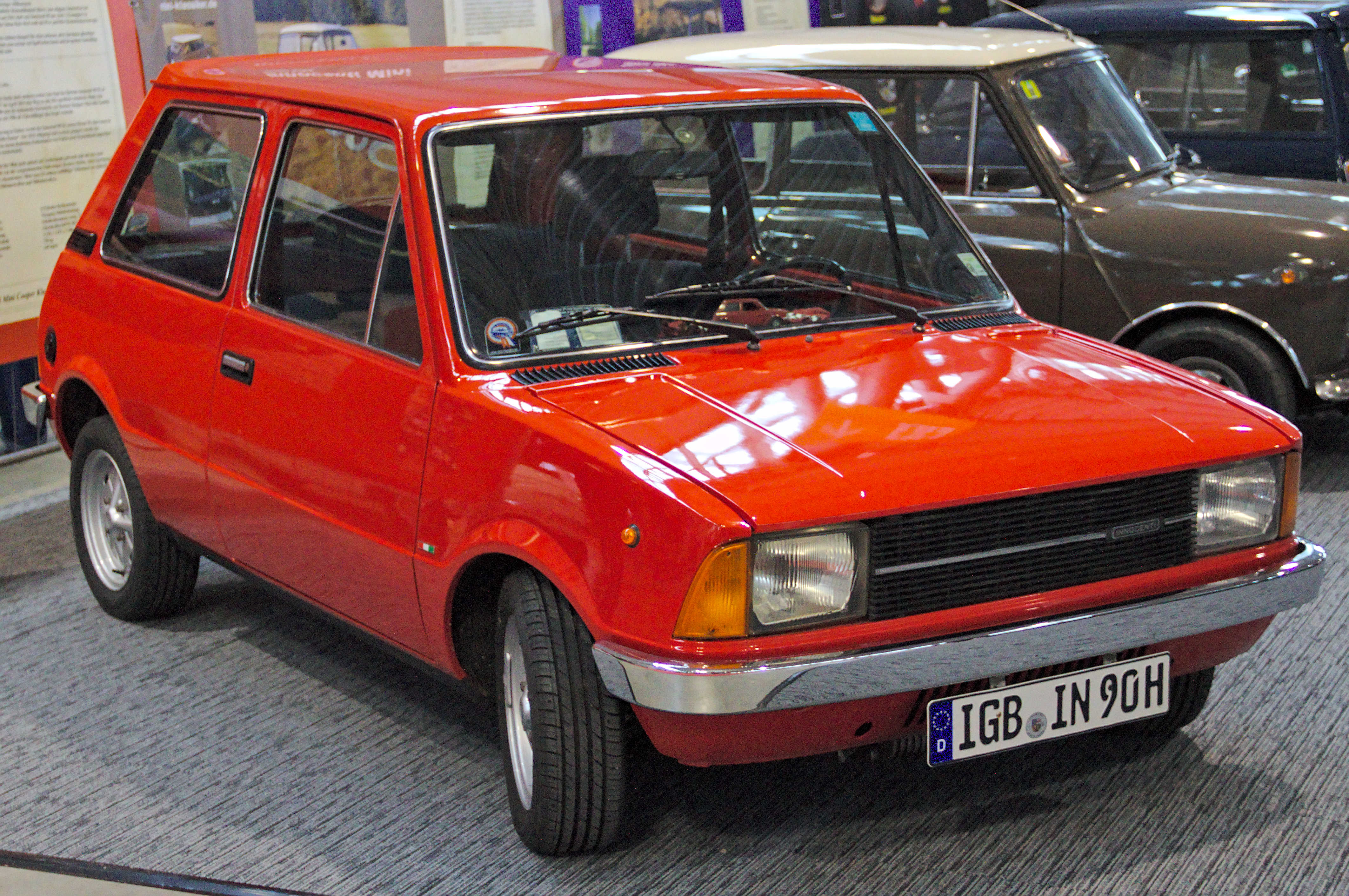
Innocenti 90 SL (1979)

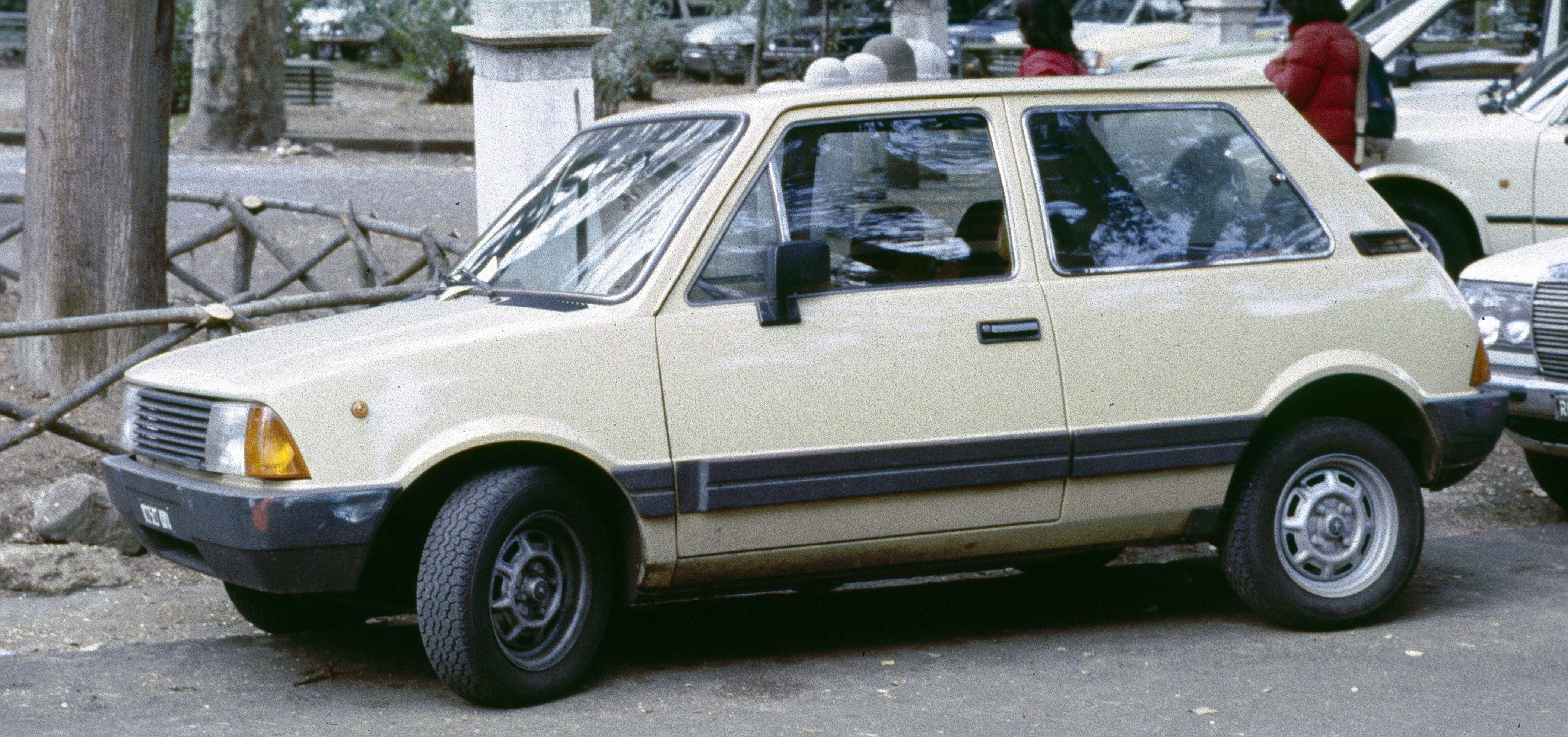
Vanaf 1980 werd de luxueuze Innocenti Mille leverbaar, uiterlijk herkenbaar aan bredere kunststof bumpers.

Innocenti werd opgericht in 1931 en produceerde al sinds de jaren vijftig verschillende British Leyland-modellen in licentie. Ze waren vooral bedoeld voor de Italiaanse markt. Na de dood van de oprichter in 1966 nam British Leyland het bedrijf over. Sindsdien produceerde Innocenti voornamelijk de Innocenti Mini in licentie, die aanvankelijk goed verkocht.
Toen eind jaren zestig echter moderner vormgegeven concurrenten zoals de Autobianchi A112 of de Fiat 127 op de markt kwamen, verminderde de concurrentiepositie van de Italiaanse mini. Hoewel British Leyland met de zogenaamde ADO 74 een iets grotere en modernere opvolger van de Mini ontwikkelde, waarvan Innocenti hoge verwachtingen had, werden een paar maanden voor het faillissement van British Leyland in 1974 de werkzaamheden aan dit project stopgezet zonder vervanging. Toen in 1974 het mislukken van het ADO 74-project duidelijk werd, begon Innocenti op eigen verantwoordelijkheid de Mini te herzien. British Leyland ondersteunde de ontwikkelingswerkzaamheden, maar besloot al in de ontwikkelingsfase om de auto niet in Groot-Brittannië te verkopen.
De nieuwe Innocenti Mini werd voor het eerst publiekelijk getoond op de autotentoonstelling van Turijn in de herfst van 1974, een paar maanden later begon de serieproductie. Nadat British Leyland failliet ging en genationaliseerd werd, verkocht het Britse bedrijf zijn Innocenti-aandelen tot een restant van 6% aan de Italiaanse ondernemer Alejandro de Tomaso, die naast de naar hem genoemde sportwagenfabrikant De Tomaso ook eigenaar was van Benelli en kort daarna het traditionele bedrijf Maserati zou verwerven.
Nadat Innocenti in 1975 de productie van nieuwe auto's tijdelijk had gestaakt, ging De Tomaso in 1976 verder met de productie van de kleine auto. In de volgende jaren bleef het bedrijf aanvankelijk technische componenten uit Groot-Brittannië halen. In 1980 werd de Innocenti Mille geïntroduceerd. De carrosserie is vergelijkbaar met die van de 90/120 waarvan hij mechanisch is afgeleid, maar de Mille oogt veel moderner dankzij de kunststof bumpers. Ook de binneninrichting is flink aangepast, met veel gebruik van fluweel en tapijt. De Mille was de eerste kleine auto op de Italiaanse markt met elektrische ramen. In het voorjaar van 1981 werd de productie van de 120 stopgezet en alle modellen uit de 90-serie kregen de kunststof bumpers van de Mille. 
In 1981 werd de alliantie tussen de Tomaso en British Leyland verbroken. De Tomaso liet de Mini vervolgens aanpassen. De auto kreeg een nieuwe ophanging voor het modeljaar 1982 en was niet langer uitgerust met Britse motoren, maar met motoren van Daihatsu. Deze verandering leidde tot een aanzienlijke toename van de verkoop op de Italiaanse markt.
Nuova Innocenti werd de driecilinder als opvolger van de versies met BL-techniek genoemd. De Daihatsu-techniek was betrouwbaar, zorgde voor goede prestaties en een acceptabel verbruik. Ook was een dieselmotor leverbaar.
Van 1975 tot 1993 produceerde Innocenti 232.387 auto's van het type Mini.

### Innocenti De Tomaso

Sportversie: de in 1976 gepresenteerde Innocenti De Tomaso

De in 1976 geïntroduceerde Innocenti De Tomaso was een herziene versie van de Mini 120, die met name uiterlijk van de 120 verschilde. De De Tomaso-versie had brede kunststof bumpers met voorspoiler, lichtmetalen velgen, geïntegreerde mistlampen en een luchthapper op de motorkap. De motor werd onveranderd overgenomen van de 120, het motorvermogen steeg door een gewijzigd inlaatspruitstuk en uitlaat tot 75 pk. De topsnelheid was 160 km/u. De productie van Innocenti De Tomaso eindigde in 1983. Zijn opvolger was de in 1985 gepresenteerde Innocenti Turbo De Tomaso.
De driecilinder Turbo De Tomaso was een door Alejandro de Tomaso zelf ontwikkeld turbomodel, dus niet afkomstig uit Japan. Deze 993 cc-motor leverde een vermogen van 53 kW (72 pk) bij 5700 tpm. Als topsnelheid werd 162 km/u opgegeven, de sprint van 0–100 km/u duurde 10,8 seconden en het gemiddeld verbruik bedroeg 7,4 liter/100 km. De De Tomaso had voor en achter een torsiestabilisator en 160/65 R 315 banden.

### Constructie
De carrosserie van de Innocenti Mini was geheel anders en in 1974 ontworpen door Bertone. In tegenstelling tot de Britse Mini was deze recht en vlak gelijnd. Bijzonder was de grote, openslaande achterklep, waardoor de kofferbak goed bereikbaar was. Een voordeel van de Innocenti was de neerklapbare achterbank, die het kofferbakvolume verder verhoogde.
Het moderne uiterlijk van het Bertone-ontwerp verhulde goed dat de techniek vrijwel onveranderd was en er nog steeds de oude BL-blokken voorin lagen. De 90 had de bekende eenliter aan boord, terwijl de 120 een zwaardere motor had, de De Tomaso was met zijn 75 pk sterke 1275 cc en veel uiterlijk vertoon een soort spirituele Mini Cooper-opvolger. Het onderstel had nog altijd de bekende rubberen vering, zodat de Innocenti dezelfde eenvoudige, stuiterige wegligging als zijn Engelse broer had, net als de scheve zitpositie acher het stuur.

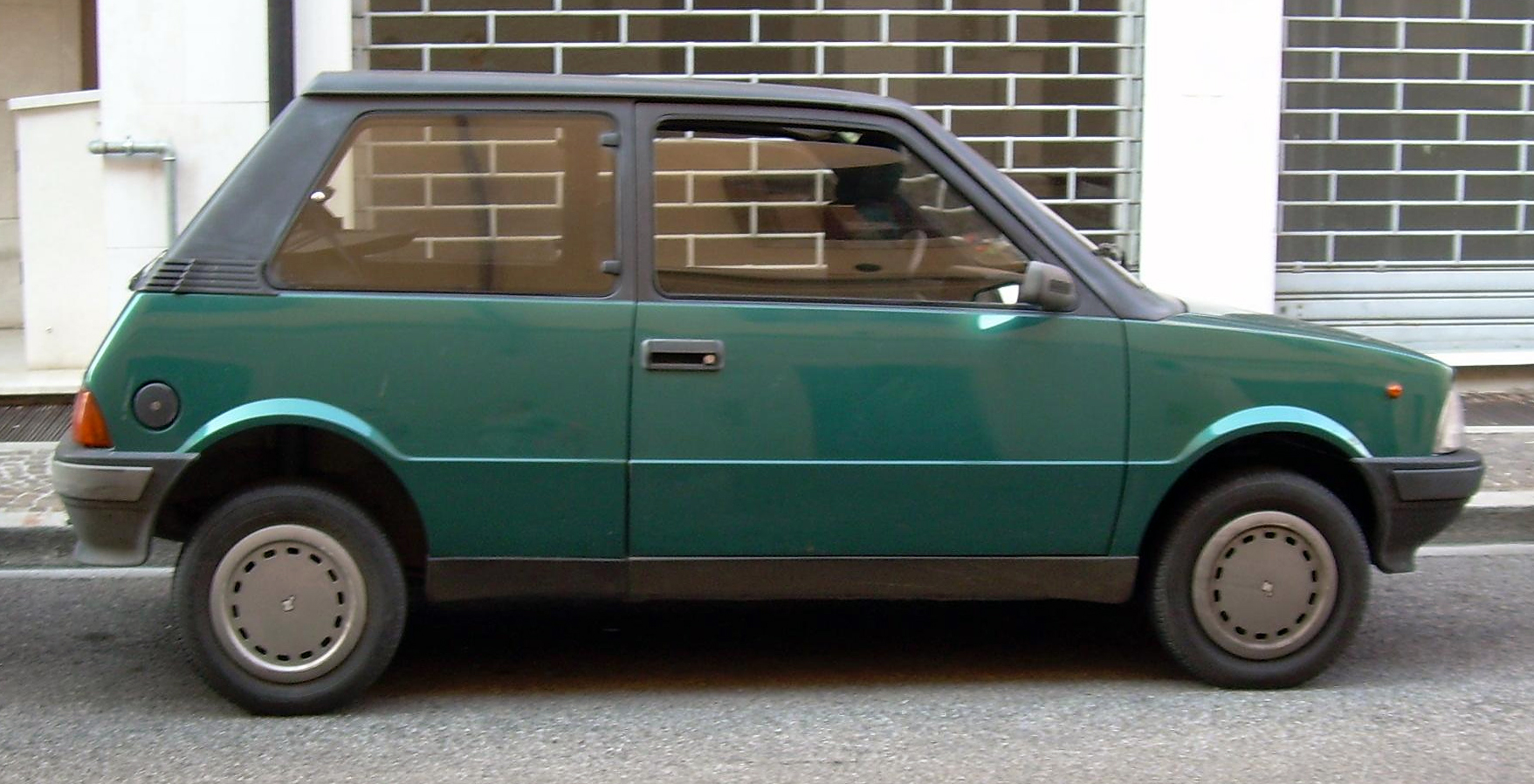
De Innocenti Small 990 (latere serie met Daihatsu-motor en verlengde wielbasis)

De technische basisstructuur van de Innocenti Mini kwam in eerste instantie grotendeels overeen met die van de British Mini. De afmetingen weken nauwelijks van elkaar af: de wielbasis van beide auto's was identiek (2040 mm), de Innocenti was één centimeter langer en tien centimeter breder dan Leyland's Mini en in gewicht overtrof hij hem in de basisversie met 55 kg. Later verscheen een met 160 mm verlengde serie genaamd Innocenti 990.
Aan de voorkant gebruikte Innocenti hetzelfde subframe als de Britse Mini, de achterasconstructie was echter afwijkend. Daar had Innocenti een eigen subframe ontwikkeld dat breder was dan de Britse constructie. Dat maakte een grotere benzinetank mogelijk. Het reservewiel was bij de Innocenti liggend en de accu was, in tegenstelling tot de originele Mini, in het motorcompartiment geplaatst. Dit verhoogde het volume van de kofferruimte. De rubberen ophanging van de Mini werd in de eerste jaren ongewijzigd overgenomen. Met de herziening van de Innocenti in 1982 kreeg de auto een nieuwe, conventionele vering. De motoren waren aanvankelijk van British Leyland, vanaf 1982 waren ze afkomstig uit Japan.

### In Nederland en België

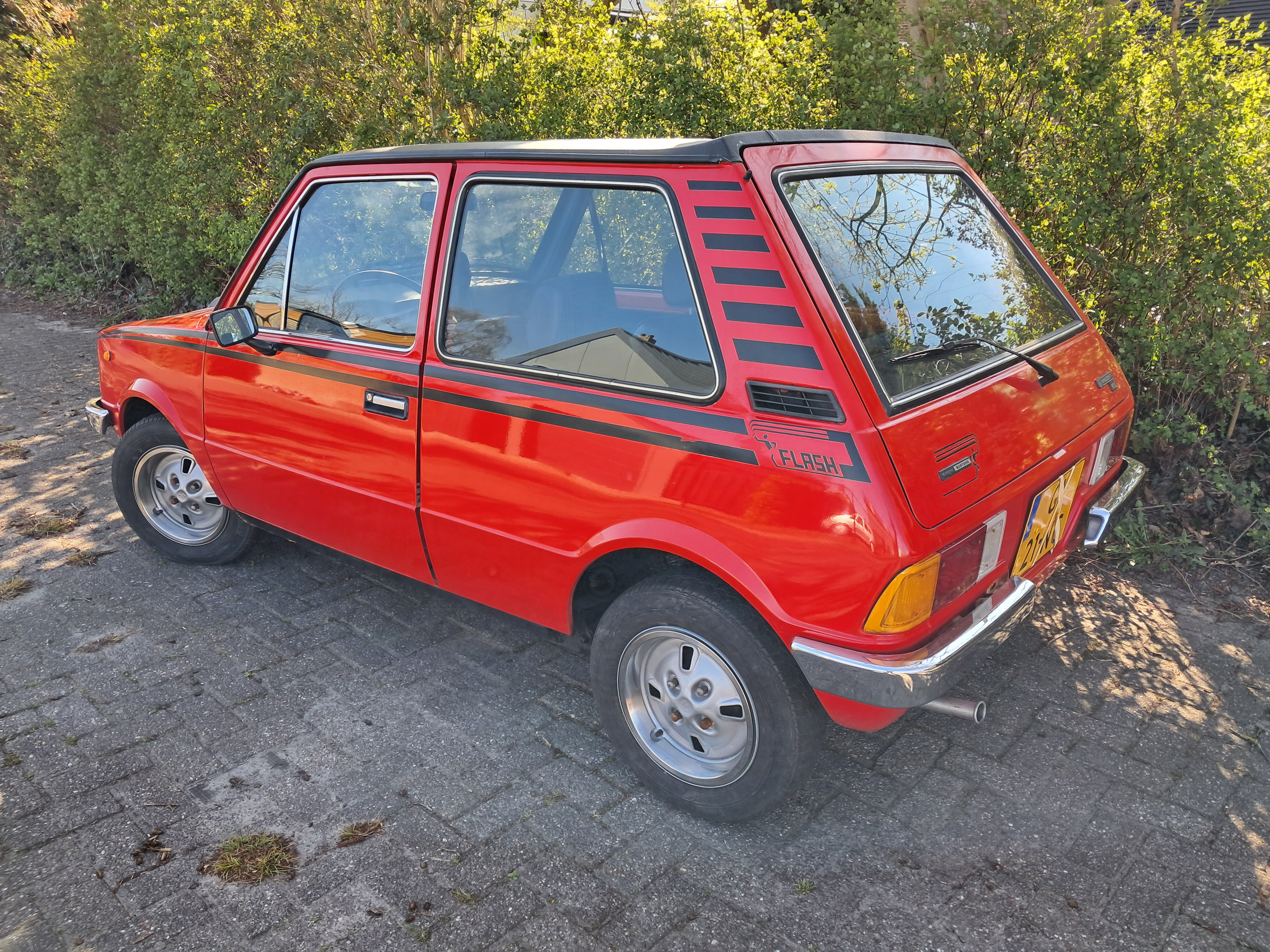
De Innocenti Flash was in 1980/81 een actiemodel van BL Nederland met o.a. speciale sierstrips, luchtinlaat op de motorkap, wielsierringen, afsluitbare tankdop, antenne en vinyldak, leverbaar in rood of metallic zilver.

Na vijf jaar werd de Italiaanse Mini ook in Nederland leverbaar. Om de kelderende verkoop van de inmiddels 20 jaar oude Mini te compenseren, kwam de Nederlandse British Leyland-importeur op het idee om de Innocenti Mini in het programma op te nemen. De officiële Mini-opvolger, de Austin Mini Metro, liet op dat moment nog een jaar op zich wachten en de markt vroeg om een compacte, moderne hatchback. De derde deur was dan ook het grootste pluspunt van de Innocenti Mini, al was de bagageruimte nog steeds beperkt. In 1982 verliepen de laatste contracten met BL en werden de Innocenti's voorzien van Daihatsu-techniek. Tegelijkertijd verdwenen ze in Nederland uit de prijslijst.
In België bleef de Innocenti langer op de markt. Daar werd de auto nog tot het begin van de jaren negentig geïmporteerd door NV Auto Products uit Diegem.